# Asignación aleatoria
Asignación aleatoria es una técnica experimental para la asignación de los sujetos a diferentes tratamientos (o a ningún tratamiento). La idea detrás de la asignación aleatoria es que por ser al azar la asignación del tratamiento, entonces los atributos y características de los grupos para los diferentes tratamientos serán más o menos equivalentes, por lo que cualquier efecto observado entre los grupos de tratamiento puede estar relacionado directamente con el efecto del tratamiento y no es una característica de los individuos en el grupo.
En el diseño experimental, la asignación aleatoria de los participantes en los experimentos o de tratamiento y grupos de control ayudan a garantizar que las diferencias entre y dentro de los grupos no son sistemáticas desde el principio del experimento. La asignación al azar no garantiza que los grupos están "emparejados" o sean equivalente, solo que las diferencias se deben al azar.
La asignación aleatoria facilita la comparación de los experimentos mediante la creación de grupos similares. Ejemplo compara "Manzanas con Manzanas" y "Naranjas con Naranjas".

## La asignación aleatoria
- Paso 1: Comience con una colección de temas. Ejemplo 20 personas.
- Paso 2: Elaborar un método para seleccionar al azar que es puramente mecánico (por ejemplo, lanzar una moneda)
- Paso 3: Asignar los sujetos con "caras" a un grupo: Grupo de Control. Asignar los sujetos con "cecas" al otro grupo: Grupo Experimental

## Ejemplo
Considere la posibilidad de un experimento con un grupo de tratamiento y un grupo control. Suponga que el experimentador ha reclutado a una población de 50 personas para el experimento-25 con los ojos azules y el 25 con los ojos marrones. Si el experimentador tuviera que ceder la totalidad de las personas de ojos azules con el grupo de tratamiento y las personas de ojos marrones con el grupo control, los resultados pueden estar sesgados. Al analizar los resultados, cabe preguntarse si un efecto observado se debió a la aplicación de la condición experimental o, de hecho, debido al color de ojos.
Con la asignación al azar, se podría asignar al azar a los individuos para tratamiento o control y por lo tanto tienen una mejor oportunidad de detectar si un cambio observado es debido al azar o debido al tratamiento experimental.
Si un grupo asignado aleatoriamente se compara con la media se puede descubrir que estadísticamente se diferencian, a pesar de que fueron asignados del mismo grupo. Para expresar esta misma idea estadísticamente - Si una prueba de significación estadística se aplica a los grupos para poner a prueba la diferencia entre la muestra asignada al azar significa en contra de la hipótesis nula de que son iguales a la misma media de la población (es decir, media poblacional de las diferencias = 0), dada la distribución de probabilidad, la hipótesis nula a veces ser "rechazado", es decir, no se considera plausible. Es decir, los grupos serán lo suficientemente diferente en la variable contrastada concluir estadísticamente que no provienen de la misma población, a pesar de que, procesalmente, que fueron asignados al mismo grupo total. En el ejemplo anterior utilizando la asignación al azar puede crear una asignación a los grupos que cuenta con 20 personas de ojos azules y 5 personas de ojos marrones en un grupo. Este es un evento raro en virtud de la asignación aleatoria, pero podría suceder, y cuando lo hace, puede añadir un poco de dudas al agente causal en la hipótesis experimental.
Debido a que la mayoría de las pruebas estadísticas básicas requieren la hipótesis de una población de la muestra al azar independiente, la asignación aleatoria es el método de asignación deseada, ya que proporciona el control para todos los atributos de los miembros de las muestras-en contraste con juego en solo una o más variables-y proporciona la base matemática para estimar la probabilidad de equivalencia grupo de características le interesa a nadie, tanto para los cheques de pretratamiento sobre la equivalencia y la evaluación de los resultados después del tratamiento utilizando la estadística inferencial. Modelado estadístico más avanzado puede ser utilizado para adaptar la inferencia para el método de muestreo.

## Historia
La aleatorización se hizo hincapié en la teoría de la inferencia estadística de Charles Sanders Peirce en " Ilustraciones de la lógica de la ciencia "(1877-1878) y" Una teoría de la inferencia probable "(1883). Peirce aleatorización aplicado en el Peirce- Jastrow experimento sobre la percepción del peso.
Charles S. Peirce voluntarios asignados aleatoriamente a un ciego, de medidas repetidas de diseño para evaluar su capacidad para discriminar pesos. El experimento de Peirce inspiró a otros investigadores de la psicología y la educación, que se desarrolló una tradición de investigación de experimentos aleatorios en los laboratorios y libros especializados en los dieciocho centenares.
Jerzy Neyman abogó aleatorización en el muestreo de la encuesta (1934) y en los experimentos (1923). Ronald A. Fisher abogó por la asignación al azar en su libro sobre el diseño experimental (1935).